# 森内隆代
森内 隆代（もりうち たかよ）は、岡山県生まれの日本の化学者。大阪工業大学工学部応用化学科教授、教育センター長。工学博士（大阪大学）。日本分析化学会代議員・女性研究者ネットワーク幹事。日本分析化学会第70年会実行委員会委員。日本化学会近畿支部幹事。
主な専門は、分子認識化学・分析化学（特にイオノフォア）、物性化学（特にプロトン核磁気共鳴・NMR）、環境化学・有機化学など。

## 経歴
1986年大阪府立豊中高等学校卒業。1991年大阪大学工学部応用精密化学科卒業。1993年同大学大学院工学研究科応用精密化学専攻博士課程前期課程修了。1996年同大学院博士課程後期修了、工学博士。日本学術振興会特別研究員を経て、1996年大阪工業大学工学部応用化学科に着任。2017年同学科教授。現在、大阪工業大学教育センター長。
主な所属学会は、日本化学会、日本分析化学会など。主な著書は、「分析化学の学び方」（共著、三共出版2014、学術書）、「化学教科書シリーズ 環境化学概論　第3版」（共著、丸善出版、学術書）。
主な受賞は、日本分析化学会女性Analyst賞（2022：「認識化合物創製とイオンセンサへの応用およびPVC感応膜の新規物性評価法の確立」の研究が評価）。

## 主な研究
- パルスNMRを用いるイオン選択性電極膜の物性評価
- 磁気緩和スペクトルを用いた高分子材の相溶性評価法の確立
- アミノ酸やオリゴペプチドを用いるイオンセンサーの開発
- 食物中の亜鉛イオン検出蛍光プローブの創製
- 機能性分子認識化合物の開発
- 分析化学および有機金属化学

指導する応用化学科の女子学生プロジェクト「サイエンスアラカルト エコール」のチームメンバーと共に、小学校中学校の女子生徒向けに理系化学の啓蒙活動「リコチャレ応援セミナー」2018-2022を開催（クレオ大阪子育て館）している。 
その他の対外活動として、大阪サイエンスディ2017でのポスター発表審査員、「理工学課題研究 探究講座2017」にて食品分析実験の出張講座（大阪府立生野高等学校）を行なっている。